# جين بينغجيانغ
جين بينغجيانغ (بالصينية: 晋鹏翔) (25 يناير 1990 بداليان في الصين - ) هو لاعب كرة قدم صيني في مركز الدفاع. لعب مع جيجيانغ غرينتاون وداليان ييفانغ ونادي بكين سينوبو غوان وHangzhou Sanchao F.C. ‏.

## وصلات خارجية
- جين بينغجيانغ على موقع قاعدة بيانات كرة القدم.إي يو (الإنجليزية)
- جين بينغجيانغ على موقع Soccerway.com (الإنجليزية)